# Rainbow (álbum de Ayumi Hamasaki)
RAINBOW es el quinto álbum de estudio de la cantante japonesa Ayumi Hamasaki, lanzado el 18 de diciembre de 2002. 

## Información
Este es el primer álbum donde Ayumi Hamasaki intenta introducir letras en inglés a sus canciones, y también donde participó más en la composición de estas. El álbum debutó en el #1 en los charts Oricon y fue el segundo álbum más vendido del año 2002 en Japón. A pesar de que éste fue el primer álbum que no rompió el récord de 2 millones de copias (vendió 1 870 000 copias), para algunos de los fanse es uno de los mejores en cuanto a calidad, y sin duda una fuente de hermosas baladas de la artista, más la incursión poco a poco en toques más rock de sus canciones, que en estos días ya está más que explotado.
En este álbum Ayumi, trató de participar más de las composiciones, por eso es que se ve nombrada en casi todos los créditos bajo su apodo de compositora CREA, en especial en composiciones junto con Dai Nagao, quién usa el seudónimo de D·A·I.
Se cree que debido a las múltiples promociones realizadas para el álbum, en especial recalcando el hecho de que la misma artista había escrito y compuesto la mayoría de las canciones, y fue en su momento el álbum de peores ventas, Ayumi dejó de tomar parte en las composiciones de manera activa para dejarle esa tarea a los compositores que la han acompañado desde hace años. También varias canciones que no eran originalmente sencillos fueron promocionadas dentro de comerciales para la televisión, como "Heartplace", "Real me" y "everywhere nowhere" para productos de Panasonic, y "WE WISH" para los cosméticos de KOSÉ.
Las primeras ediciones del álbum incluían la canción número '0' que era "RAINBOW", y se podía escuchar un clip del instrumental a través de un código que incluía el CD por vía Internet. En ese enlace se pedía a los fanes que enviaran ideas sobre letras para la canción para que pudiera ser terminada e incluida en un disco posterior, y miles de fanes mandaron sus ideas y sentimientos para la canción. Concretamente más 100 000 propuestas fueron enviadas a la web. El 9 de julio de 2003 el álbum fue relanzado en formato DVD-Audio con la versión de "RAINBOW" totalmente terminada, y Ayu agradece en los créditos a todos sus fanes por haberle ayudado a terminar la canción.

## Lista de canciones
Todas las letras escritas por Ayumi Hamasaki.

| RAINBOW |                                        |                                      |                                 |          |  |
| N.º     | Título                                 | Música                               | Arreglistas(s)                  | Duración |  |
| 1.      | «everlasting dream»                    | CMJK                                 | CMJK                            | 1:33     |  |
| 2.      | «WE WISH»                              | D.A.I                                | HΛL                             | 5:10     |  |
| 3.      | «Real me»                              | D.A.I                                | CMJK                            | 5:26     |  |
| 4.      | «Free & Easy»                          | Crea + DAI                           | HΛL                             | 5:00     |  |
| 5.      | «Heartplace»                           | Crea                                 | tasuku                          | 6:06     |  |
| 6.      | «Over»                                 | CMJK                                 | Toshiharu Umesaki, Atsushi Sato | 5:05     |  |
| 7.      | «HANABI»                               | Crea + D.A.I                         | CMJK                            | 4:56     |  |
| 8.      | «taskinillusion» (música instrumental) | tasuku                               | tasuku                          | 1:20     |  |
| 9.      | «everywhere nowhere»                   | pop                                  | CMJK                            | 4:35     |  |
| 10.     | «July 1st»                             | Crea + D.A.I                         | tasuku                          | 4:22     |  |
| 11.     | «Dolls»                                | Crea                                 | HΛL                             | 5:56     |  |
| 12.     | «neverending dream» (instrumental)     | HΛL (Toshiharu Umesaki, Yuta Nakano) | HΛL                             | 1:35     |  |
| 13.     | «Voyage»                               | Crea + D.A.I                         | Ken Shima                       | 5:08     |  |
| 14.     | «Close to you»                         | Crea                                 | Seiji Kameda                    | 5:47     |  |
| 15.     | «independent»                          | Crea + D.A.I                         | tasuku                          | 4:53     |  |
| 16.     | «+ (Plus)» (canción secreta)           |                                      |                                 |          |  |

## TemasTie-up
- everywhere nowhere - Panasonic MJ55 CM Song
- Heartplace - Panasonic LUMIX CM Song
- Real me - Panasonic D-snap CM Song
- Free & Easy - Panasonic MD Compo 57MD CM Song
- independent - NTV "THE BASEBALL 2002" Image Song
- July 1st - KOSÉ "VISÉE" TV-CF Song
- HANABI - TU-Ka CF Image Song
- Voyage - TBS Dorama "My Little Chef" Theme Song / Short Movie "Tsuki ni Shizumu" Theme Song